# Хендикап Интернешънъл
„Хендикап Интернешънъл“ (на английски: Handicap International) е независима международна неправителствена организация, създадена през 1982 г. с цел да помогне на обитателите на бежанските лагери в Камбоджа и Тайланд. Седалището ѝ се намира във Франция и Белгия, а от създаването ѝ са открити клонове в още шест страни: Швейцария, Люксембург, Обединеното Кралство, Германия, Канада и Съединените щати.
Организацията е независима от всяко правителство и е насочена към помощ на хора с увреждания, хора в уязвими условия на бедност и социално изключване, пострадали от конфликти и природни бедствия.
Към 2017 г. организацията има над 3500 служители в повече от 60 страни.
„Хендикап Интернешънъл“ е един от шестте учредители на Международната кампания за забрана на противопехотните мини, коалиция от организации, удостоена с Нобелова награда за мир през 1997 г. От февруари 2005 г. насам организацията призовава и за забрана на касетъчните боеприпаси и за изучаване на човешкото влияние върху оръжията. „Хендикап Интернешънъл“ е един от основателите на „Коалиция на касетъчните боеприпаси“, която се стреми да спре производството и съхранението на боеприпаси. През февруари 2006 г. Белгия става първата страна, която въвежда забрана на тези дейности. Хендикап е активен поддръжник на Споразумението за касетъчните боеприпаси (СКБ), международно споразумение за забрана на използването, пренасянето и трупането на тези оръжия, прието на 30 май 2008 г. в Дъблин, Ирландия. Към момента има 68 държави, които са ратифицирали СКБ и 43 нератифицирани подписи.
През 2011 г. „Хендикап Интернешънъл“ печели Хуманитарната награда на Конрад Хилтън в размер на 1,5 милиона долара за работата си, посветена на хора с увреждания в условия на бедност, отчуждение, конфликти или природни бедствия. „Хендикап“ е член на Международния консорциум за хората с увреждания и развитие.

## История
Хендикап Интернешънъл е основана във Франция през 1982 г. от двама френски лекари, които са имали за цел да помагат на хора, пострадали от противопехотни мини, настанени в камбоджански лагери за бежанци. Първите ортопедични центрове са създадени в бежански лагери в Тайланд, Камбоджа, Мианмар и Лаос. Хендикап Интернешънъл използва опростено оборудване, което може да се намери на местно ниво, и по този начин осигурява бърза, ефективна и практическа помощ, както и компетентни местни екипи, които продължават работата. През 1986 г. е създадена „Хендикап Интернешънъл“ – Белгия и организацията започва да разширява работата си и в други държави.